# Parg (pevec)
Pargev Vardanjan (armensko Պարգեւ Վարդանեան), profesionalno znan kot Parg (armensko Պարգ), armenski pevec in besedilopisec.

## Življenje
Parg se je rodil armenskim staršem v Hajravanku v Armeniji. S glasbo je prvič stopil v stik v lokalnem cerkvenem zboru. Kasneje se je Parg z družino preselil v Volgograd v Rusiji. Tam je obiskoval državni inštitut za gledališče in film ter diplomiral iz gledališke umetnosti in igre. Ustanovil je tudi svojo glasbeno skupino The Edge Chronicles. Med letoma 2017 in 2019 je skupina gostovala na lokalnih prizoriščih v Armeniji, Rusiji, Gruziji in Ukrajini.

## Kariera
Leta 2021 je izdal svoj prvenec, »Ginin U Grely«. Leta 2022 se je preselil nazaj v Armenijo. Junija istega leta je Parg nastopil z Zaz na festivalu HAYA v Erevanu. Večkrat sodeluje z Roso Linn in z Brunette. Za svojo pesem »Araj« je bil nominiran za armensko nagrado Music Video Award 2024.

### Pesem Evrovizije
Dne 6. februarja 2025 je armenska radiotelevizija AMPTV razglasila, da je Parg eden izmed 12 nastopajočih na Depi Evratesil 2025, armenskem nacionalem izboru za Pesem Evrovizije 2025. Na izboru je nastopil s pesmijo »Survivor« in zmagal ter pridobil pravico zastopati Armenijo na Pesmi Evrovizije 2025 v Baslu. 

## Diskografija

### EP
| Naslov                         | Podrobnosti                                                                                       |
| ------------------------------ | ------------------------------------------------------------------------------------------------- |
| Theatre Session (Live Edition) | - Objavljeno: 18. marca 2023 - Založba: Samostojno izdano - Formati: digitalni prenos, pretakanje |

### Pesmi
| Naslov                        | Leto | Album / EP |
| ----------------------------- | ---- | ---------- |
| »Tell Me«                     | 2020 |            |
| »Sareri hovin mernem«         | 2020 |            |
| »Kuzes«                       | 2021 |            |
| »Ginin u grely«               | 2021 |            |
| »Snap«                        | 2022 |            |
| »Snap« (skupaj z J-Marin)     | 2022 |            |
| »Araj«                        | 2023 |            |
| »Arev es« (skupaj z Brunette) | 2024 |            |
| »Qo mot«                      | 2024 |            |
| »Kanchum em«                  | 2024 |            |
| »Es nor tarin«                | 2024 |            |
| »Survivor«                    | 2025 |            |